# ماكوتو أووكا
ماكوتو أووكا (باليابانية: 大岡 信)‏ (16 فبراير 1931 - 5 أبريل 2017) شاعر ومسرحي وصحفي ياباني، من أهم شعراء النصف الثاني من القرن العشرين، ابنه الكاتب أكيرا أووكا الحائز على جائزة أكوتاغاوا. صاحب الزاوية الشعرية في صحيفة أساهي التي بقيت تصدر يومياً سبعة أيام في الأسبوع أكثر من عشرين سنة بلا انقطاع.

## سيرته وعمله
ولد ماكوتو أووكا في ميشيما في محافظة شيزوكا في 16 فبراير 1931، وكان والده هيروشي أووكا [خطأ: تحقق من وسيط ورمز اللغة] شاعر واكا. بعد إتمامه المدرسة انتقل إلى طوكيو حيث التحق بقسم الأدب الياباني في كلية الآداب بجامعة طوكيو. لفت الانتباه كشاعر في أيام دراسته.
بعد تخرجه من الجامعة في سنة 1953 عمل نحو عشر سنوات مراسلاً في القسم الدولي في جريدة يوميوري، ثم عمل في التدريس، حيث قرأ محاضرات في جامعة ميجي. اكتسب شهرة واسعة في سنة 1956 بعد أن نشر أولى مجموعاته الشعرية «الذكريات والحاضر» (記憶と現在) التي تميزت بروح التفاؤل بعكس روح التشاؤم السائدة في شعر تلك الفترة.
كان ينشر قصائده وترجماته الشعرية في زاوية يومية من صحيفة أساهي من سنة 1979 حتى سنة 2007 بلا انقطاع، وهذه حادثة فريدة من نوعها، واكتسب نتيجة ذلك شهرة واسعة في بلده.
ترجمت قصائده إلى الكثير من لغات العالم. ومما ساهم في شهرته العالمية مبادرته لإحياء الشعر الجماعي الياباني الكلاسيكي رينغا، والجديد في هذا الأمر أن أووكا حاول أن يضم إلى هذه المبادرة شعراء من مختلف البلدان.
افتتح في مسقط رأسه في سنة 2009 متحف ماكوتو أووكا الأدبي.